# Grunya Sukhareva
Grunya Efimovna Sukhareva (en rusː Груня Ефимовна Сухарева) (Kíev, 11 de novembre de 1891 - Moscou, 25 d'abril de 1981) va ser una psiquiatra infantil soviètica. Va publicar la primera descripció fenomenològica detallada dels símptomes de l'autisme.

## Biografia
Sukhareva va néixer a Kíev, de família jueva, filla de Khaim Faitelevitx i Rakhil Iosifovna Sukhareva. Obtingué al 1915 la llicenciatura en Medicina a l’Institut Mèdic de Kíev. Entre el 1917 i el 1921 va fer l'especialitat de psiquiatria a l’Hospital Mental de la seva ciutat. En acabar, al 1921, va fundar una escola terapèutica amb instal·lacions per al tractament psiquiàtric d’infants i adolescents a Moscou.
Al 1928, va ser nomenada professora en el Primer Institut Mèdic de Moscou i, al 1933, Directora del Departament de Psiquiatria a l’Institut Psico-neurològic de Khàrkiv. Al 1935, va crear el Departament de Psiquiatria Infantil de l’Institut Mèdic Central d’Educació Continuada, que va dirigir fins al 1965. Durant molts anys va treballar com a dirigent de l'Hospital Psiquiàtric Caixxenko, a Moscou. També va ser Presidenta de la Secció de Psiquiatria Infantil de la Societat Moscovita de Neuròlegs i Psiquiatres.

## La recerca sobre l'autisme
Va publicar la primera descripció fenomenològica detallada dels símptomes de l'autisme en un grup de sis infants, en rus el 1925 i en alemany un any més tard, en una de les poques revistes especialitzades d'aquells anys en salut mental, Monatsschrift für Psychiatrie und Neurologie. Inicialment va fer servir el terme «psicopatia esquizoide» (significant aleshores: 'excèntric'), d'acord amb la classificació d'Eugen Bleuler i Ernst Kretschmer; però més tard el va reemplaçar pel de «psicopatia autista» (patològic avoidant) per descriure el quadre clínic de l'autisme. L'article es va publicar gairebé dues dècades abans dels informes d'Hans Asperger i Leo Kanner, que van fer públiques les seves recerques els anys 1943 i 1944 respectivament. Fins fa poc se'ls havia considerat els descobridors de l’autisme, tot i que el treball de Sukhareva era pioner. S'ha suggerit que Hans Asperger hauria d’haver conegut l’article de la psiquiatra ucraïnesa, però no l'esmenta i tampoc no se sap del cert.
De l'autisme, Sukhareva no només en va descriure els símptomes psiquiàtrics sinó també aspectes de la constitució física i d'alteracions motores, àrees que actualment es consideren rellevants per a la síndrome. També va ser la primera a donar importància a un tractament no només psiquiàtric sinó educatiu, familiar i sistèmic de les persones amb trastorns de l'espectre autista (TEA). Com Leo Kanner i a diferència d'Hans Asperger, va descriure característiques en tots dos gèneres, homes i dones, amb TEA.